# Whatever (canción de Kygo y Ava Max)
«Whatever» es una canción del DJ y productor noruego Kygo y la cantante estadounidense Ava Max. Fue lanzado el 19 de enero de 2024, por RCA Records, como el sencillo principal del quinto álbum de estudio de Kygo, Kygo (2024).

## Lanzamiento y composición
A inicios de enero de 2024, Kygo y Max compartieron fragmentos de la canción en sus cuentas de redes sociales. El 10 de enero, Kygo anunció oficialmente el lanzamiento de «Whatever». La canción fue lanzada para descarga digital y streaming el 19 de enero por RCA Records y Sony Music. Fue escrita por Kygo, Max, Cleo Tighe, Jonah Shy, Patrick Martin y Roland Spreckley. La canción interpola «Whenever, Wherever» (2001) de Shakira, por lo que ella, Gloria Estefan y Tim Mitchell están acreditados como compositores.

## Recepción crítica
Andrew Unterberger de Billboard describió la canción como «un innegable éxito de discoteca». Por otro lado, Sydney Brasil de Exclaim! criticó la interpolación y describió la canción como «un perezoso himno de ruptura». Marius Ásp de Verdens Gang también criticó la interpolación, llamándola «perezosa y sin inspiración». Le dio a la canción una puntuación de 2 sobre 5.

## Videoclip
El videoclip de «Whatever» fue lanzado el mismo día que la canción en el canal de YouTube de Kygo. Fue dirigido por Dano Cerny y muestra a Max en una carretera solitaria en el desierto.

## Créditos y personal
Créditos adaptados de Tidal
- Kyrre Gørvell-Dahll – composición, producción
- Amanda Ava Koci – voz, composición
- Cleo Tighe – composición
- Gloria Estefan – composición
- Jonah Shy – composición
- Patrick Martin – composición
- Roland Spreckley – composición
- Shakira – composición
- Tim Mitchell – composición
- Petey Martin – producción adicional
- Bryce Bordone – ingeniería de asistencia
- Randy Merrill – ingeniería de masterización
- Serban Ghenea – ingeniería de mezcla

## Posicionamiento en listas
| Listas (2024)                                   | Mejor posición |
| ----------------------------------------------- | -------------- |
| Alemania (Official German Charts)               | 36             |
| Argentina (Monitor Latino Anglo)                | 16             |
| Austria (Ö3 Austria Top 40)                     | 22             |
| Bélgica (Ultratop 50 Flandes)                   | 30             |
| Bélgica (Ultratop 50 Valonia)                   | 43             |
| Canadá (Canadian Hot 100)                       | 54             |
| Costa Rica (Monitor Latino Anglo)               | 18             |
| Croacia (HRT)                                   | 11             |
| Dinamarca (Tracklisten)                         | 32             |
| El Salvador (Monitor Latino Anglo)              | 3              |
| Eslovaquia (Singles Digitál Top 100)            | 26             |
| Estados Unidos (Bubbling Under Hot 100 Singles) | 1              |
| Estados Unidos (Hot Dance/Electronic Songs)     | 6              |
| Finlandia (Suomen virallinen lista)             | 31             |
| Francia (SNEP)                                  | 147            |
| Grecia (IFPI)                                   | 86             |
| Guatemala (Monitor Latino Anglo)                | 7              |
| Honduras (Monitor Latino Anglo)                 | 10             |
| Irlanda (IRMA)                                  | 25             |
| Japón (Billboard Japan Hot Overseas)            | 6              |
| Mundo (Billboard Global 200)                    | 73             |
| Nicaragua (Monitor Latino Anglo)                | 4              |
| Noruega (VG-lista)                              | 1              |
| Nueva Zelanda (NZ Hot Singles)                  | 6              |
| Países Bajos (Dutch Top 40)                     | 23             |
| Países Bajos (Single Top 100)                   | 23             |
| Perú (Monitor Latino Anglo)                     | 12             |
| Polonia (Polish Airplay Top 100)                | 68             |
| Polonia (Polish Streaming Top 100)              | 97             |
| Reino Unido (UK Singles)                        | 39             |
| Reino Unido (UK Dance)                          | 13             |
| República Checa (Singles Digitál Top 100)       | 43             |
| República Dominicana (Monitor Latino Anglo)     | 14             |
| Suecia (Sverigetopplistan)                      | 9              |
| Suiza (Schweizer Hitparade)                     | 16             |

## Historial de lanzamiento
| Región | Fecha               | Formato(s)                 | Discográfica | Ref.   |
| ------ | ------------------- | -------------------------- | ------------ | ------ |
| Varios | 19 de enero de 2024 | Descarga digital streaming | RCA Records  | [ 6 ]  |
| Italia | 26 de enero de 2024 | Airplay                    | Sony Music   | [ 49 ] |